# Адмиралтейский суд
Адмиралтейский суд — специальный британский судебный орган, входящий в состав Отделения королевской скамьи Высокого суда Англии и Уэльса и рассматривающий дела, связанные с морским правом. Существовал также в США после американской революции.

## История
Первоначально (примерно с 1360 года) Адмиралтейский суд был учреждён для суда над пиратами и судил от имени короны, так как действия, совершенные в открытом море, не подпадали под юрисдикцию местных судей. Через своих представителей по 19 округам судебную власть Адмиралтейского суда осуществлял Верховный Лорд-адмирал.
С момента принятия в 1601 году, основой его действий являлся Закон об открытом море. Со временем в колониях, получивших юрисдикцию над омывающими водами (Канада, Австралия), были учреждены собственные Адмиралтейские суды (англ. Vice-Admiralty Courts).
Кроме собственно морского разбоя, суд разбирал вытекающий из него ущерб и присуждал возмещения. Для определения законности захвата кораблей (как Королевским флотом, так и приватирами), а также присуждения призовых сумм, внутри него выделился Призовой суд.
Актами о судоустройстве 1873 и 1875 годов Адмиралтейский суд был включён в состав отделения Высокого суда, объединявшего наследственные дела, дела о разводах и споры по морскому праву (Probate, Divorce and Admiralty Division), получив таким образом полномочия на осуществление правосудия по всем делам, вытекающим из действий, совершённых на море. Это отделение было расформировано в 1971 году, и Адмиралтейский суд перешёл в Отделение королевской скамьи.
Адмиралтейский суд Шотландии был упразднен судебным решением 1830 года. Единственным сохранившим самостоятельность судом является Адмиралтейский суд Пяти портов (англ. Cinque ports).